# Der Lausbub
Der Lausbub ist ein etwa 50 Minuten kurzes deutsches Stummfilmlustspiel aus dem Jahre 1916 aus der Produktion Heinrich Bolten-Baeckers mit Melita Petri in einer Doppelrolle. Ihre männlichen Partner sind Leo Peukert und Herbert Paulmüller in den Hauptrollen.

## Handlung
Der titelgebende Lausbub heißt Peter Dannenberg und bringt bisweilen seinen Lateinlehrer Isemann mit seinen Streichen zur Verzweiflung. Er wäre bald am Ende seiner Geduld, wäre da nicht die liebreizende Melitta, Peters Schwester, die es Isemann sehr angetan hat. Nun ist der Lehrer leider ein wenig schüchtern, und er weiß nicht so recht, wie er Peters Schwester, die seine Gefühle durchaus erwidert, den Hof machen soll. Bald scheinen Isemanns Chancen zu schwinden, denn auch der Apotheker Pillerich hat ein Auge auf die kesse Melitta geworfen und fragt in schriftlicher Form an, ob sie nicht seine Braut werden wolle. Da Melitta aber darauf wartet, dass Isemann in die Pötte kommt, antwortet die junge Frau dem Apotheker, dass sie sich für die Ehe noch zu jung fühle. Pillerich hatte zuvor versucht, Peter auf seine Seite zu ziehen und seinem jugendlichen Schwager in spe mit Pfefferminzbonbons, die stets für ihn in der Apotheke bereitstanden, zu bestechen. Umso erstaunter ist Peter, als Pillerich ihm eines Tages recht schroff begegnet, weiß er doch nicht, dass Melitta dem Brautwerber soeben eine Abfuhr erteilt hat.
Peter kommt dahinter, dass für diesen Sinneswandel ausgerechnet der ungeliebte Lateinlehrer verantwortlich zu machen ist, was den Knaben dazu veranlasst, es mit seinen Lausbubenstreichen noch toller als bisher zu treiben. Als erstes schüttet Peter Tinte auf Isemanns Klassenstuhl aus, danach trifft er ihn mit seinem Blasrohrer mitten ins Gesicht, als Isemann bei offenem Fenster zu musizieren beginnt, um Melitta zu beeindrucken. Um das Maß voll zu machen, verfasst Peter einen sowohl an Pillerich als auch an Isemann gerichteten Brief, mit dem er die beiden zur selben Zeit zu einem Stelldichein auf einer Bank einlädt. Unterzeichnet ist das Schreiben mit „Melitta“. Um die liebestrunkenen Herren vorzuführen, kleidet sich Peter als Melitta, der er sehr ähnlich sieht, und wartet an der vereinbarten Stelle. Die Männer erscheinen pünktlich mit einem seligen Lächeln auf den Lippen und einem Blumenstrauß in der Hand. Ehe beide von der Gegenwart des jeweils anderen richtig Kenntnis nehmen können, drückt „Melitta“ alias Peter jedem eine angeblich von ihm stammende Locke in die Hand und macht sich anschließend sofort aus dem Staub. Gewahr werdend, dass man sie vorgeführt hat, werfen Isemann und Pillerich sowohl Blumenstrauß als auch Locke zornig fort und verschwinden wieder.
Diese Missetat Peters war eine zu viel und bringt ihm einen dreistündigen Karzer ein. Doch Lehrer Isemann erkennt, dass alles nur ein Missverständnis sein könne und will auch nicht ewig über Kreuz mit Melittas Lausbub-Bruder sein. Und so besuchen er und Melitta Peter während seines Nachsitzens, und Isemann bringt dem Bengel sogar etwas zu essen mit. Nun steht einem gemeinsamen Glück zwischen Isemann und Melitta nichts mehr entgegen.

## Produktionsnotizen
Der Film gehört zu einer Reihe von zumeist kurzen Lustspielen, die der Produzent Heinrich Bolten-Baeckers während des Ersten Weltkriegs mit seinen drei Hausstars Melita Petri, Leo Peukert und Herbert Paulmüller herstellte. Der Lausbub passierte die Zensur im September 1916 und wurde wenig später an den Kammerlichtspielen Berlins aufgeführt. Der Dreiakter besaß (bei seiner Wiener Premiere) eine Länge von 998 Meter.
Melita Petri wurde in der Filmwerbung häufig auch als Melitta Petri angekündigt. Sie hatte seit ihrer Übersiedlung von Stuttgart, wo sie zuvor am Residenztheater gespielt hatte, nach Berlin zu Beginn des Ersten Weltkriegs bis 1919 intensiv gefilmt.

## Kritik
Die Kinematographische Rundschau befand: „Nicht nur die Handlung ist durchwegs ergötzlich, auch die schauspielerischen Leistungen sind ganz hervorragend. Leo Peukert bietet die belustigende Type eines echten und rechten philiströsen Gymnasialprofessors, der in die Schwester seines schlimmsten Schülers verliebt ist. Geradezu verblüffend aber ist Melitta Petri in ihrer Doppelrolle. Sie gibt ein junges Mädchen und dessen Bruder , der ein großer Spitzbube ist und seinem Professor viel zu schaffen macht. Es ist ganz erstaunlich mit welchem Geschick sie die Manieren eines Lausbuben zu kopieren versteht.“.

## Einzelnachweis
1. ↑  „Der Lausbub“. In: Kinematographische Rundschau und Schausteller-Zeitung „Die Schwalbe“ / Neue Kino-Rundschau, 24. Dezember 1916, S. 62 (online bei ANNO).